# Барашівська сільська рада (Житомирський район)
Барашівська сільська рада — колишня адміністративно-територіальна одиниця та орган місцевого самоврядування у Левківському, Троянівському, Житомирському районах та Житомирській міській раді Волинської округи, Київської та Житомирської областей УРСР з адміністративним центром у с. Барашівка.

## Населені пункти
Сільській раді на момент ліквідації були підпорядковані населені пункти:
- с. Барашівка
- с. Іванівка
- х. Давидівка

## Населення
Кількість населення ради, станом на 1923 рік, становила 959 осіб, кількість дворів — 188.

## Історія та адміністративний устрій
Утворена 1923 року в селі Барашівка Левківської волості Житомирського повіту. 7 березня 1923 року увійшла до складу новоствореного Левківського району Житомирської округи. 21 серпня 1924 року, відповідно до постанови ВУЦВК «Про зміни в адміністративно-територіальному поділі Волині», сільську раду було передано до складу Троянівського району. 28 вересня 1925 року, відповідно до наказу Волинського ОВК «Про зміни в адміністративно-територіальному поділі Волинської округи», до складу ради включено с. Давидівка Богунської сільської ради Троянівського району. 15 вересня 1930 року, відповідно до постанови ВУЦВК та РНК Української РСР від 2 вересня 1930 року «Про ліквідацію округ та перехід на двоступеневу систему управління», рада увійшла до складу приміської зони Житомирської міської ради.
14 травня 1939 року, відповідно до указу Президії Верховної ради УРСР «Про утворення Житомирського сільського району Житомирської області», сільраду було включено до складу новоствореного Житомирського району.
Станом на 1 вересня 1946 року, відповідно до інформації довідника «Українська РСР. Адміністративно-територіальний поділ», на обліку в раді перебували с. Барашівка та х. Давидівка.
11 серпня 1954 року, відповідно до указу Президії Верховної ради УРСР «Про укрупнення сільських рад по Житомирській області», до складу ради було передане с. Іванівка ліквідованої Іванівської сільської ради Житомирського району.
12 травня 1958 року до складу ради було включене с. Кам'янка ліквідованої Кам'янської сільської ради. Одночасно адміністративний центр ради було перенесено до с. Іванівка з перейменуванням ради на Іванівську.